# تسام

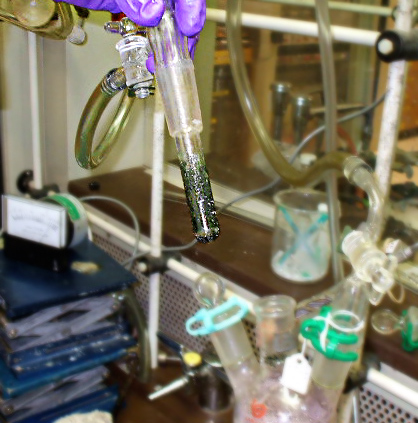
بلورات خضراء داكنة من النيكلوسين

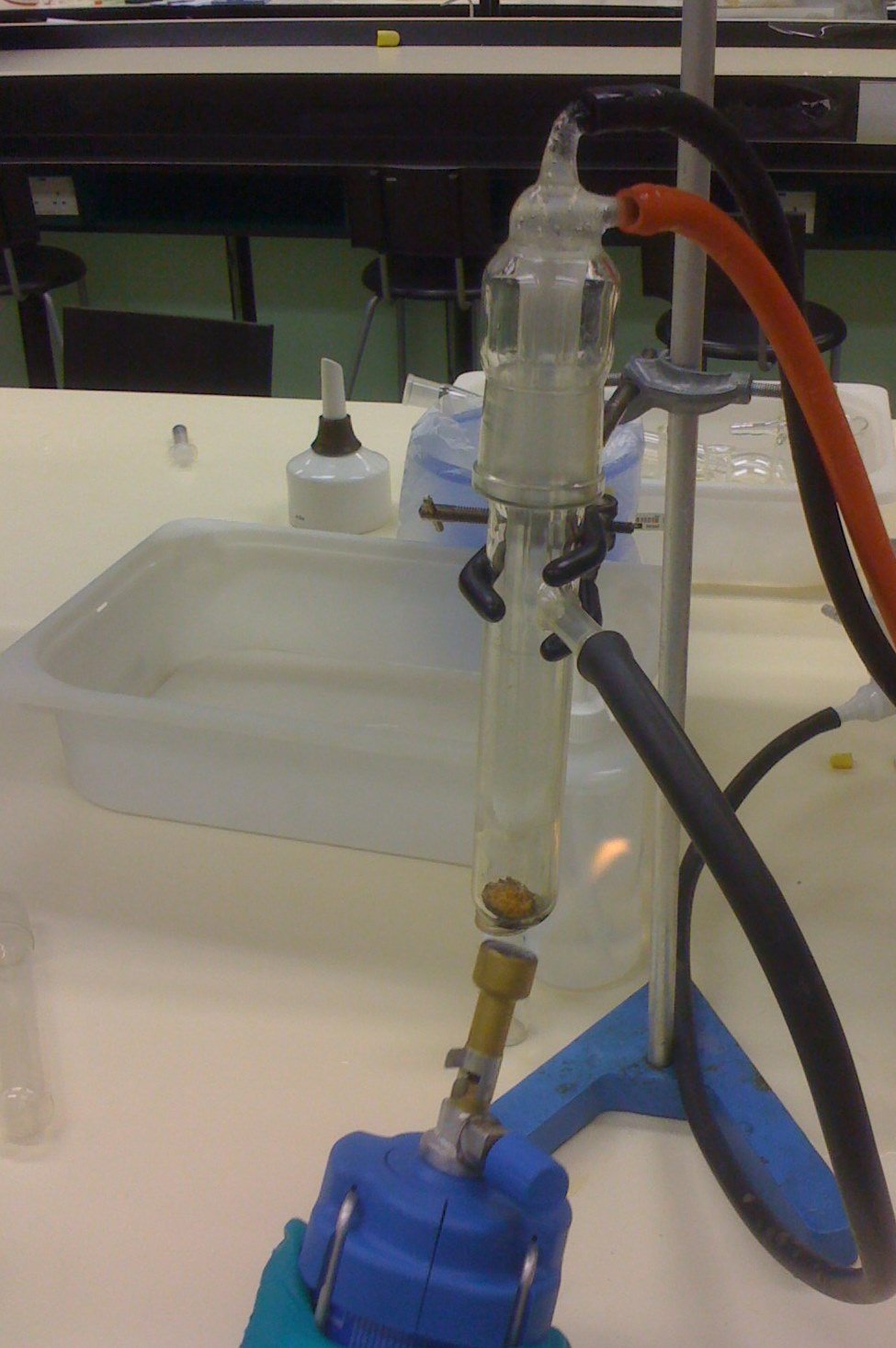
عملية تسامٍ للكافور، حيث تتم تنقيته بذلك، لاحظ البلورات البيضاء وقارنها مع اللون البني الداكن للمادة الخام.

التسامي أو التصَعُّد هو تحول المادة من الحالة الصلبة إلى الحالة الغازية دون المرور بالحالة السائلة. يحدث في التسامي تغير لطور المادة والذي يحدث عند درجات حرارة وضغوط أقل من النقطة الثلاثية في مخطط طور المادة.
عند الضغوط النظامية تمتلك معظم العناصر والمركبات الكيميائية ثلاث حالات مختلفة عند درجات حرارة مختلفة، تكون الحالة السائلة هي المرحلة الوسط بين الحالة الصلبة والحالة الغازية. لكن بعض العناصر والمواد تتجاوز الحالة السائلة عند التحول من صلب إلى غاز. تسمى درجة الحرارة التي يحدث عندها هذا التحول بدرجة حرارة التسامي، والضغط كذلك بضغط التسامي، ويشار إلى كليهما بمصطلح نقطة التسامي.

## أمثلة
- توجد العديد من المواد التي تتسامى عند ضغوط منخفضة، بالتالي تسبب مشاكل في التطبيقات التي تتطلب تفريغاً عالياً مثل الزنك والكادميوم.
- يعد الثلج الجاف، وهو الشكل الصلب من ثنائي أكسيد الكربون، من أكثر الأمثلة شيوعاً. كذلك اليود مثال شائع أيضاً على هذه الحالة، حيث يتسامى بأبخرته عند تسخينه قليلا، كما يمكن انصهار اليود تحت الضغط الجوي العادي فوق نقطة انصهار اليود بقليل.

تستخدم هذه الظاهرة في التجفيف بالتجميد، والتي تمكن من تعليق الملابس المبتلة خارجاً في الطقس المتجمد فتصبح جافة مرة أخرى.
- يتسامى النفثالين بسهولة ولذلك يستخدم لمكافحة العت (كرات النفثالين)، كما يتسامى الزرنيخ عند درجات حرارة مرتفعة.
- بعض من المركبات الكيميائية تتسامى أيضاً، مثل كلوريد الأمونيوم، الذي يؤدي تسخينه إلى تفككه إلى كلاً من كلوريد الهيدروجين والأمونياك في تفاعل عكوس.

NH4Cl → HCl + NH3
- تتسامى بعض البوليمرات أيضاً مثل الكيفلر.

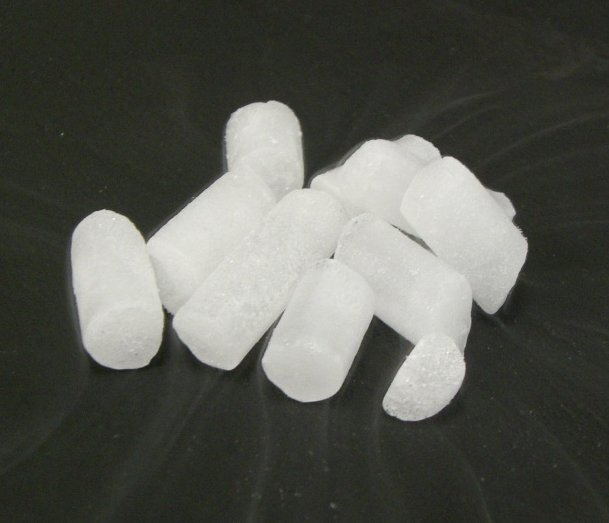
حبيبات من الثلج الجاف تتسامى في الهواء

## جهاز التسامي

جهاز تسامٍ بسيط. عادة الماء بارد، ويدور في أصبع بارد ليسمح للمركب المطلوب بأن يترسب.
1) دخول الماء البارد. 2) خروج الماء البارد. 3) خط فاكيوم/غاز. 4) غرفة التسامي. 5) المركب المُتسامي. 6) المادة الخام. 7) تسخين خارجي

جهاز التسامي (بالإنجليزية: Sublimation apparatus)‏ قطعة من الزجاجيات المخبرية في تقنية التسامي التي يستخدمها الكيميائيون في تنقية المركبات. عادة توضع المادة الصلبة في إناء يتمّ تسخينه تحت الفاكيوم (سحب الهواء). تحت هذا الضغط المنخفض تتطاير المادة الصلبة وتتكثف كمركب نقي على السطح المُبّرد. تاركة مخلفات الشوائب غير المتطايرة وراءها. غالباً ما يأخذ السطح المُبّرد شكل الإصبع البارد. يتم إيقاف التسخين وتحرير الفاكيوم مرة واحدة، ثم يمكننا جمع المركب المُتسامي من على السطح المُبّرد.